# Numenes aurantiaca
Numenes aurantiaca är en fjärilsart som beskrevs av Charles Oberthür 1923. Numenes aurantiaca ingår i släktet Numenes och familjen tofsspinnare. Inga underarter finns listade i Catalogue of Life.